# 2018年比特幣炸彈威脅事件
2018年比特幣炸彈威脅事件，是指在2018年12月13日，以美国和加拿大為主，数以千计的企业、学校、新闻机构、其他地方單位和人士收到炸彈威脅电子邮件的事件。發件者表示自己雇用的「雇佣兵」在郵件接收者的工作场所放置了一枚炸弹，并要求向一个比特币地址发送2万美元的贖金，來阻止炸弹被引爆。据称炸弹中所使用的爆炸物，以及比特币地址，在不同的电子邮件中有所不同。纽约、奧克拉荷馬市、麻薩諸塞州和卡尔加里等多個地方的警察部门表示这些威胁很可能是假的，多處均未发现爆炸装置。